# Người Vũ trụ

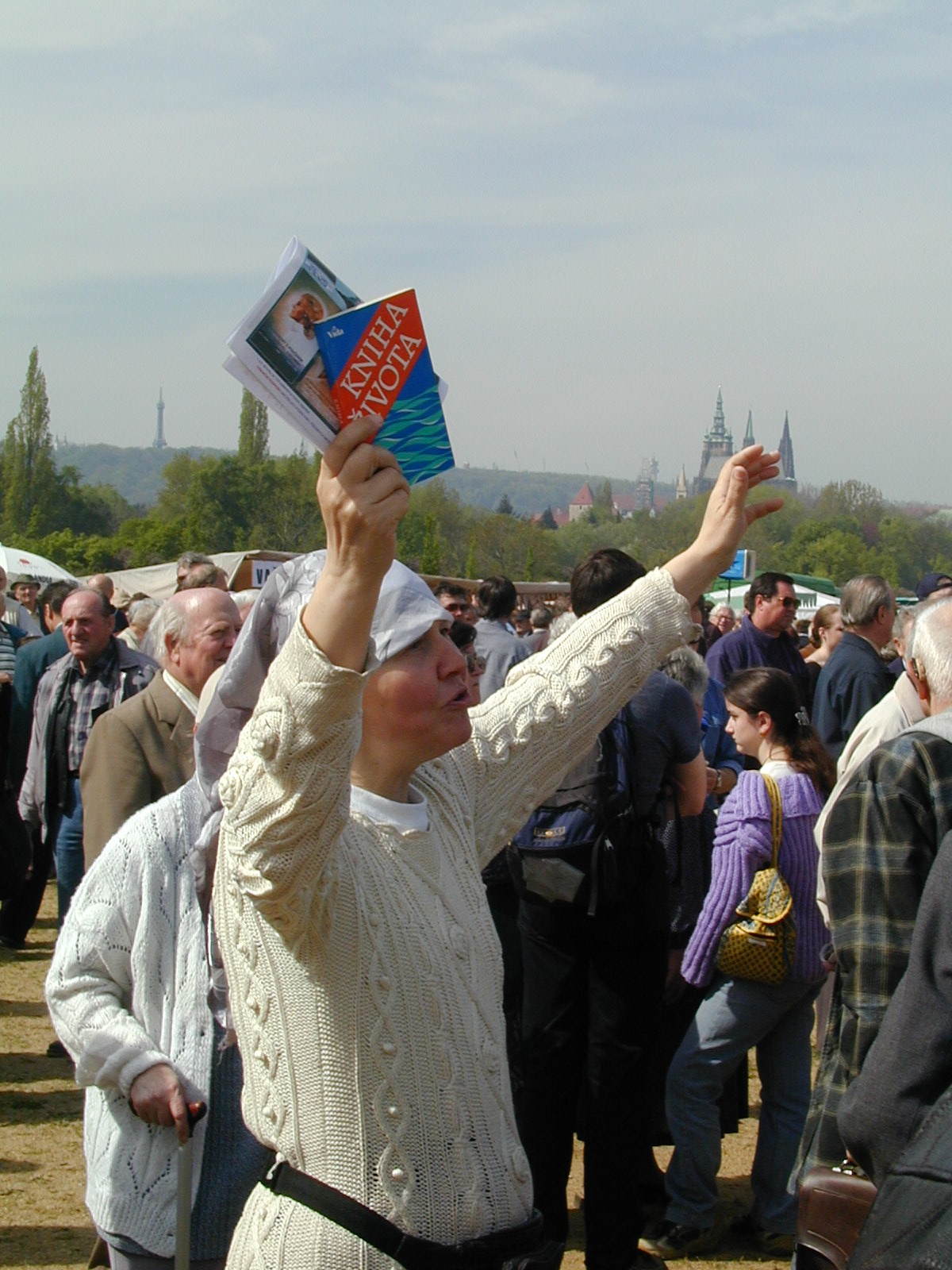
Các tín đồ của giáo phái Người Vũ trụ

Người Vũ trụ (Universe People) hay Người vũ trụ có sức mạnh ánh sáng (tiếng Séc: Vesmírní lidé sil světla/Cosmic People of Light Powers) là một tôn giáo UFO của Tiệp Khắc (Séc và Slovakia) được thành lập vào những năm 1990 và tập trung vào Ivo A. Benda. Hệ thống niềm tin của giáo phái này dựa trên sự tồn tại của các nền văn minh ngoài Trái đất giao tiếp với Benda và những người tiếp xúc khác kể từ tháng 10 năm 1997 bằng thần giao cách cảm và sau đó thậm chí bằng tiếp xúc gần trực tiếp với các cá nhân. Giáo phái này được coi là tôn giáo UFO đặc biệt nhất ở Cộng hòa Séc. Các thành viên của giáo phái này gây chú ý khi tuyên bố có khả năng giao tiếp với người ngoài hành tinh qua thần giao cách cảm. Những người phản đối coi Benda và một số tín đồ cộm cán của giáo phái này bị bệnh tâm thần và Người vũ trụ là một tà giáo nguy hiểm tiềm tàng.
Ông Ivo A. Benda thành lập giáo phái Universe People đặt niềm tin vào người ngoài hành tinh tại Séc vào những năm 1990. Giáo phái đặc biệt này cũng tin vào sự tồn tại của thần giao cách cảm. Giáo phái này tin rằng, một phi thuyền (UFO) của người ngoài hành tinh do Bộ chỉ huy thiên hà Ashtar chỉ huy di chuyển quanh Trái đất và quan sát cuộc sống của nhân loại. Dù di chuyển bằng phi thuyền quanh Trái đất nhưng người ngoài hành tinh không bị con người phát hiện. Người ngoài hành tinh giúp đỡ một số người ở Trái đất nếu như họ cho đối phương là xứng đáng. Đặc biệt, giáo phái này quan niệm đến một thời điểm nhất định người ngoài hành tinh sẽ đưa con người đến một chiều không gian khác. 
Với quan điểm, tư tưởng này thì giáo pháp Người Vũ trụ trở thành giáo phái đặc biệt ở Séc cũng như trên thế giới và cũng bị cáo buộc vi phạm bản quyền do sao chép ý tưởng. Sau vụ tự sát hàng loạt của các thành viên giáo phái Cổng Thiên Đàng vào năm 1997, giáo phái Người vũ trụ đã thu hút sự chú ý của giới truyền thông Séc như một nhóm có hệ tư tưởng tương tự và có khả năng thực hiện các hành vi tương tự. Xác suất của sự phát triển này đã giảm đi trong những năm sau đó (2004). Trong một số trường hợp, nhóm còn xuất hiện trên các phương tiện thông tin đại chúng của Séc và Slovakia. Từ năm 1998 đến năm 2000, hệ tư tưởng của giáo phái Con người Vũ trụ gần với chủ nghĩa giáo phái, với ý tưởng trung tâm là thảm họa vũ trụ sắp xảy ra và việc sơ tán con người đến hành tinh khác. Tuy nhiên, những nỗ lực sau đó của họ chuyển sang phòng bị trước các cuộc tấn công của những sinh vật tiêu cực ngoài Trái đất được họ gọi là bò sát giống người hoặc người thằn lằn (tiếng Séc: ještírci).

## Chú thích

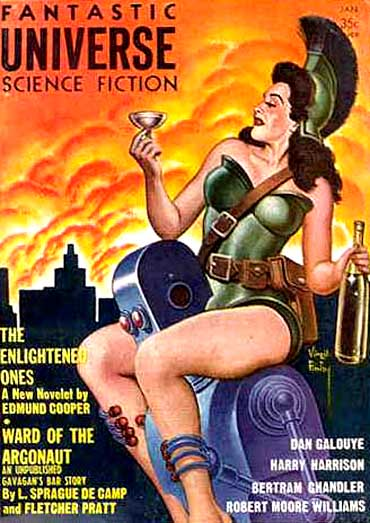
Truyện tranh về thám hiểm vũ trụ viễn tưởng của Mỹ xuất bản từ những năm 1950